# کوه‌های آدیرونداک
کوه‌های آدیرونداک (به انگلیسی: Adirondack Mountains) (‎/ædɪˈrɒndæk/‎) توده‌کوهی در شمال شرقی بالاایالت نیو یورک در ایالات متحده آمریکا هستند. این کوه‌ها گنبدی تقریباً دایره‌ای‌شکل را تشکیل می‌دهند که ۱۶۰ مایل (۲۶۰ کیلومتر) قطر و در حدود ۱ مایل (۱٬۶۰۰ متر) ارتفاع دارد.